# Heimkehr nach Tipasa
Heimkehr nach Tipasa (französischer Originaltitel L’Été, dt. „Sommer“) ist eine 1954 erschienene Sammlung autobiographischer Essays des französischen Schriftstellers und Philosophen Albert Camus. Sie ist benannt nach einer in der Sammlung enthaltenen Erzählung. 
Die Textsammlung ist gewissermaßen die Fortführung der 1938 veröffentlichten Sammlung Noces, die zwischen 1936 und 1937 entstandene Essays enthält. Spätere Neuauflagen fassen deshalb meist beide Bücher in einem zusammen.

## Inhalt
Die in der deutschen Erstausgabe von 1957 etwa 150 Seiten umfassende Sammlung enthält die acht lyrisch-essayistischen Texte Minotaurus, Die Mandelbäume, Prometheus in der Hölle, Kleiner Führer durch Städte ohne Vergangenheit, Helenas Exil, Das Rätsel, Heimkehr nach Tipasa und Das Meer (Bordtagebuch). 

### Minotaurus
Im 1939 entstandenen fünfteiligen Essay Minotaurus erzählt Camus anekdotenhafte Erinnerungen aus der algerischen Stadt Oran, in der er später auch Die Pest spielen lässt. Ohne herablassende Arroganz, eher mit einer Art liebevollem Respekt beschreibt er das dortige Leben und die Menschen auf sehr direkt wertende Weise mit ironischen Wendungen und teils beißendem Spott.

„Gezwungen, mit einer der wundervollsten Landschaften vor Augen zu leben, haben die Bewohner von Oran diese schwierige Prüfung bestanden, indem sie sich mit häßlichen Bauten umgaben.“

Nach einem kurzen Prolog beschreibt Camus im ersten Abschnitt, Die Straße, aus amüsierter Distanz die Geschäfte und das Leben auf den Straßen Orans sowie das spielerisch selbstverliebte sich Zurschaustellen der ortsansässigen Jugend. Im Anschluss, in Die Wüste in Oran, schreibt er abstrahierender über die Stadt und ihre Lage, um dann in Die Spiele wieder ein konkretes Erlebnis, einen Amateurboxabend, zu schildern. Im Abschnitt Die Monumente geleitet Camus den Leser durch Oran und bespricht und kritisiert die Ästhetik der Monumente der Stadt. Zentrales, stets wiederkehrendes Thema des Essays ist der Stein. Im letzten deutlich philosophischeren Abschnitt, Der Stein Ariadnes, gibt Camus schließlich gewissermaßen einen Ausblick auf sein späteres philosophisches Hauptwerk, Der Mythos des Sisyphos, wenn er schreibt:

„Bejahen wir den Stein, wenn es sein muß.“

### Die Mandelbäume
In diesem 1940 geschriebenen Essay setzt sich Camus mit der im Europa des Zweiten Weltkrieges herrschenden katastrophalen Dunkelheit und ihren Konsequenzen für das Denken und Handeln der Menschen auseinander. Er appelliert, der „übermenschliche[n] Aufgabe“, die „Vorstellung der Gerechtigkeit wieder[zu]bringen und den vom Unheil des Jahrhunderts vergifteten Völkern die Bedeutung des Glücks neu [zu] schenken“, nicht aus dem Weg zu gehen. Vergleichend, aber ausdrücklich den Charakter eines Symbols abstreitend („Dies ist kein Symbol.“) schreibt Camus:

„Als ich in Algier lebte, geduldete ich mich den ganzen Winter hindurch, weil ich wußte, daß in einer Nacht, einer einzigen kalten und reinen Februarnacht, die Mandelbäume der Valleé des Consuls sich mit weißen Blüten bedecken würden. Und ich war jedesmal verwundert, wie dieser zarte Blütenschnee allen Regen und Meerwinden trotzte. Und doch dauerte jedes Jahr das Blühen gerade so lange, als es braucht, um die Früchte vorzubereiten.“

### Prometheus in der Hölle
Erneut thematisiert Camus in diesem im Jahre 1946 geschriebenen Essay die Konsequenzen aus der Europa von den Nazis aufgezwungenen Barbarei. Er greift dafür auf den antiken Helden Prometheus zurück, den er als Urvater des modernen Menschen ausmacht. Der heutige Mensch habe dessen Idee des Menschen als selbstbestimmtem Subjekt verraten und müsse nun wieder dorthin zurückfinden.

„Und doch: der heutige Mensch hat seine Geschichte gewählt, und er konnte und sollte sich nicht von ihr abwenden. Aber statt sie sich untertan zu machen, läßt er sich Tag für Tag von ihr mehr in die Knechtschaft drängen. Hier verrät er Prometheus, diesen Sohn «mit den kühnen Gedanken und dem leichten Herzen». Hier kehrt er zurück zum menschlichen Elend, daraus Prometheus ihn retten wollte.“

### Kleiner Führer durch Städte ohne Vergangenheit
Kleiner Führer durch Städte ohne Vergangenheit entstand im Jahre 1947. Mit leichter, in Teilen ironischer Sprache gibt Camus Reisenden Ratschläge und verleiht zugleich seiner Liebe zu Algerien und den dortigen Menschen Ausdruck. 

### Helenas Exil
Camus unterzieht die europäische Philosophie hier einer harten, vor allem um die Themen Schönheit und Natur kreisenden Kritik. Er verfasste den Essay 1948.

### Das Rätsel
Der 1950 entstandene Essay reflektiert über die Position des Künstlers in der Gesellschaft und über die oft falsche Sicht auf ihn. Insbesondere wehrt sich Camus gegen das über ihn entstandene Bild eines ernsten Literaten des Absurden, eines Literaten, dessen Werke und Philosophie – ihm zufolge fälschlich – als in hohem Maße autobiographisch angesehen werden.

### Heimkehr nach Tipasa
Im namensgebenden Text der deutschsprachigen Ausgabe, Heimkehr nach Tipasa, von 1952 kehrt Camus nach knapp 20 Jahren wieder in das Paradies seiner Jugend zurück, dem er 1936 mit Hochzeit in Tipasa bereits ein literarisches Denkmal gesetzt hatte. Beschrieb er dort noch schwärmerisch das sommerliche Tipasa, liegt seine Rückkehr nun im Dezember. Die leidenschaftlich lebensfrohe Sprache des ersten Textes lebt zwar stellenweise wieder auf, insgesamt sind Ton und Inhalt jedoch nachdenklicher und erwachsener. Im Gegensatz zu Hochzeit in Tipasa schreibt hier kein junger Literat mehr. Camus hatte bereits seine beiden philosophischen Hauptwerke, Der Mythos des Sisyphos und Der Mensch in der Revolte, sowie viele seiner bedeutsamsten literarischen Texte, wie Der Fremde oder Die Pest, veröffentlicht. Er hat das Elend des Krieges miterlebt und dabei, wie er schreibt, stets von seinen Erinnerungen an Tipasa gezehrt. In der Rückkehr sucht er nun auf Enttäuschung gefasst einen Anknüpfungspunkt an diese unbeschwerte Jugend, ohne zu glauben, er könne die vergangene Zeit wieder zum Leben erwecken.

### Das Meer (Bordtagebuch)
Die letzte Erzählung des Buches wurde 1953 verfasst und hat eine höchstwahrscheinlich fiktive Bootsfahrt um den amerikanischen Kontinent zum Inhalt. Ungewöhnlich für Camus sind die eingebauten phantastischen Elemente. 

## Ausgaben
- Heimkehr nach Tipasa, aus dem Französischen von Monique Lang, Arche, Zürich 1957.
- Hochzeit des Lichts, aus dem Französischen von Peter Gan und Monique Lang, Arche Verlag, Hamburg – Zürich 2010. ISBN 978-3-7160-2634-2